# 칸달프 (마스코트)

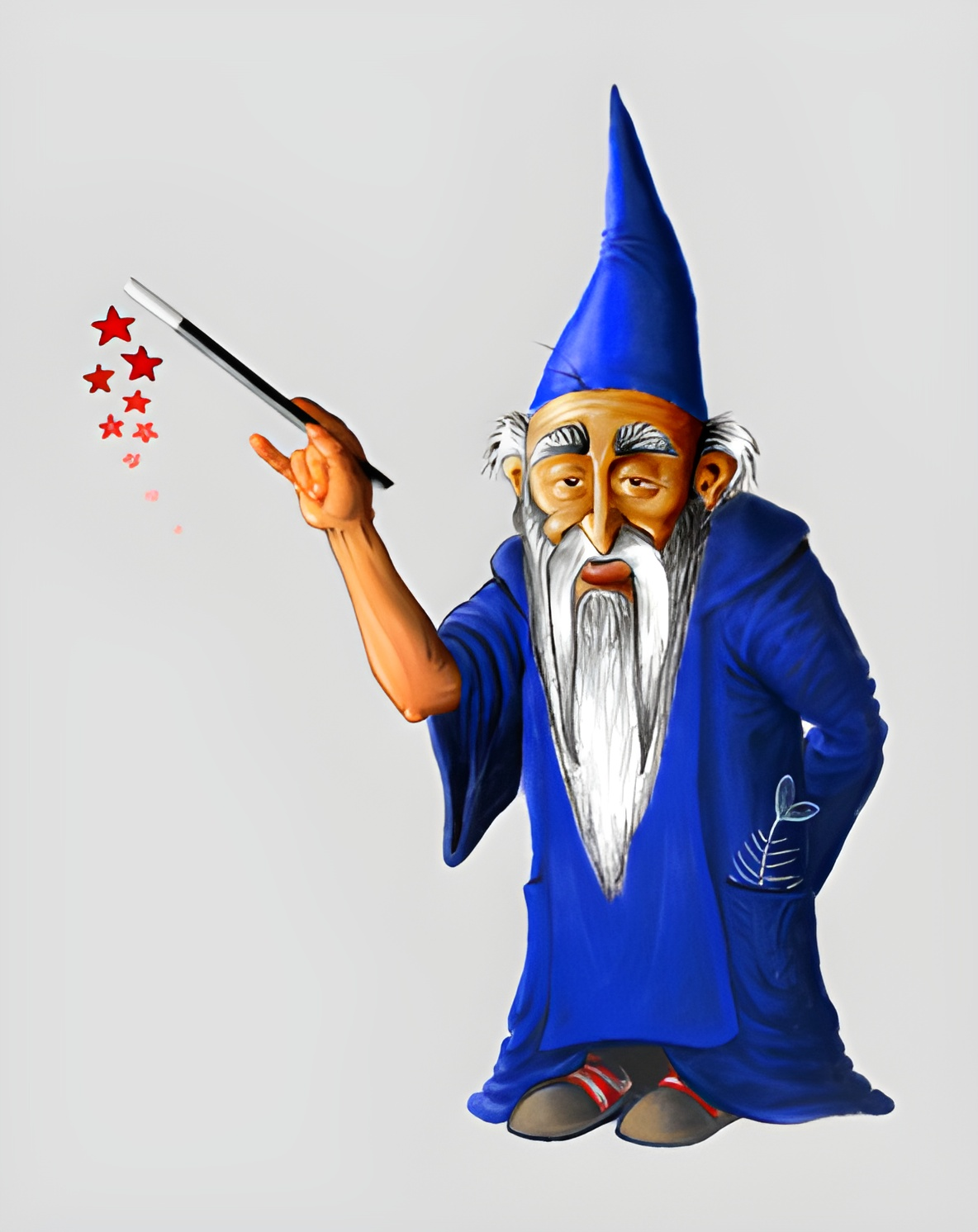
칸달프

칸달프(Kandalf)는 KDE 프로젝트의 2.x 대 버전 중 등장했던 KDE 프로젝트의 공식 마스코트였다. 이 마스코트는 그 후 콘키가 공식 마스코트로 바뀌면서 더 이상 찾아볼 수 없게 되었다. 칸달프가 더 이상 마스코트로 사용되지 않는 큰 이유가 바로 톨킨의 판타지 소설 반지의 제왕에 등장하는 마법사 간달프와 유사하다는 이유로 저작권 관련 위반 여부에 휩싸이면서이다.